# Bia East District
Koordinaten: 6° 50′ N, 3° 1′ W
Der Bia East District ist der nördlichste der neun Distrikte der Western North Region des Staates Ghana. Er grenzt im Westen an den Nachbarstaat Elfenbeinküste. Der waldreiche Distrikt liegt in der Zone des tropischen Regenwaldes.
Der größte Fluss ist der Bia, der die östliche Grenze des Distriktes bildet.